# Punta de la Sal
Punta de la Sal este o arie protejată (arie specială de conservare — SAC, sit de importanță comunitară — SCI) din Spania întinsă pe o suprafață de 136 ha, integral pe uscat.

## Localizare
Centrul sitului Punta de la Sal este situat la coordonatele 27°52′42″N 15°23′25″W / 27.8783°N 15.3902°V.

## Înființare
Situl Punta de la Sal a fost declarat sit de importanță comunitară în octombrie 1999 pentru a proteja 2 specii de plante. Situl a fost protejat și ca arie specială de conservare în ianuarie 2010.

## Biodiversitate
Situată în ecoregiunea , aria protejată conține 4 habitate naturale: Tufărișuri termo-mediteraneene și de pre-deșert, Dune mobile de-a lungul țărmului cu Ammophila arenaria („dune albe”), Faleze cu floră endemică de pe coastele macaroneziene, Tufărișuri halofile mediteraneene și termo-atlantice (Sarcocornetea fruticosi).
La baza desemnării sitului se află mai multe specii protejate de  plante (2): Atractylis preauxiana, Convolvulus caput-medusae.